# باول بروس
باول بروس (بالإنجليزية: Paul Bruce)‏ (18 فبراير 1978 في المملكة المتحدة - ) هو لاعب كرة قدم بريطاني في مركز الدفاع. لعب مع كامبريدج يونايتد وكوينز بارك رينجرز وسانت ألبانز سيتي وداغنهام وريدبريدج.

## وصلات خارجية
- باول بروس على موقع قاعدة بيانات كرة القدم.إي يو (الإنجليزية)
- باول بروس على موقع Soccerbase.com (لاعب) (الإنجليزية)